# Eduardo Laforet
Eduardo Laforet Alfaro, pintor nacido en Sevilla en 1850 y fallecido en Barcelona en 1941. En sus firmas el primer apellido aparece en la juventud escrito sin la "t" final, y con "t" cuando se traslada a Castellón de la Plana y Barcelona.  

## Biografía
Eduardo Laforet  fue un inquieto pintor costumbrista-historicista dedicado en sus primeros años profesionales en un buscador de un estilo propio, quien participó como miembro de la  Academia Libre de Bellas Artes de Sevilla (1872-1888) en algunas exposiciones por ella organizadas, hasta que hubo de salir definitivamente de la ciudad en 1890 para dedicarse a la docencia en distintas capitales españolas , muriendo finalmente en Barcelona.
La Academia Libre de Bellas Artes de Sevilla era una institución privada, además de una asociación de artistas, la cual junto a la Sociedad Protectora de las Bellas Artes de Sevilla, la cual funcionó entre 1869 y 1876, ambas instituciones surgieron como alternativa a la supresión de la Escuela de Bellas Artes, por decreto de 30 de junio de 1869. Tras la nefasta supresión,  a la génesis de la nueva Academia Libre de Bellas Artes de Sevilla contribuyó la estancia en Sevilla del pintor Mariano Fortuny, quien en 1870 permaneció en Sevilla  durante varios meses, aprovechando para entrar en contacto con el ambiente de creatividad artística en la ciudad y con el amplio conjunto de sus artistas, algunos de los cuales quedaron verdaderamente seducidos por la personalidad de Fortuny, y de él llamó poderosamente la atención su gusto por practicar la acuarela, especialidad pictórica que junto al dibujo centró la atención de las enseñanzas en la nueva institución Academia Libre de Bellas Artes de Sevilla, tras ponerse de moda como medio de formación y como verdadera creación artística en España.
Eduardo Laforé Alfaro, en las elecciones de 1884 fue elegido vicepresidente de la institución; Juan Lafita, secretario-contador;  Enebra, tesorero, y 
José Pineda y Arboleya bibliotecario.

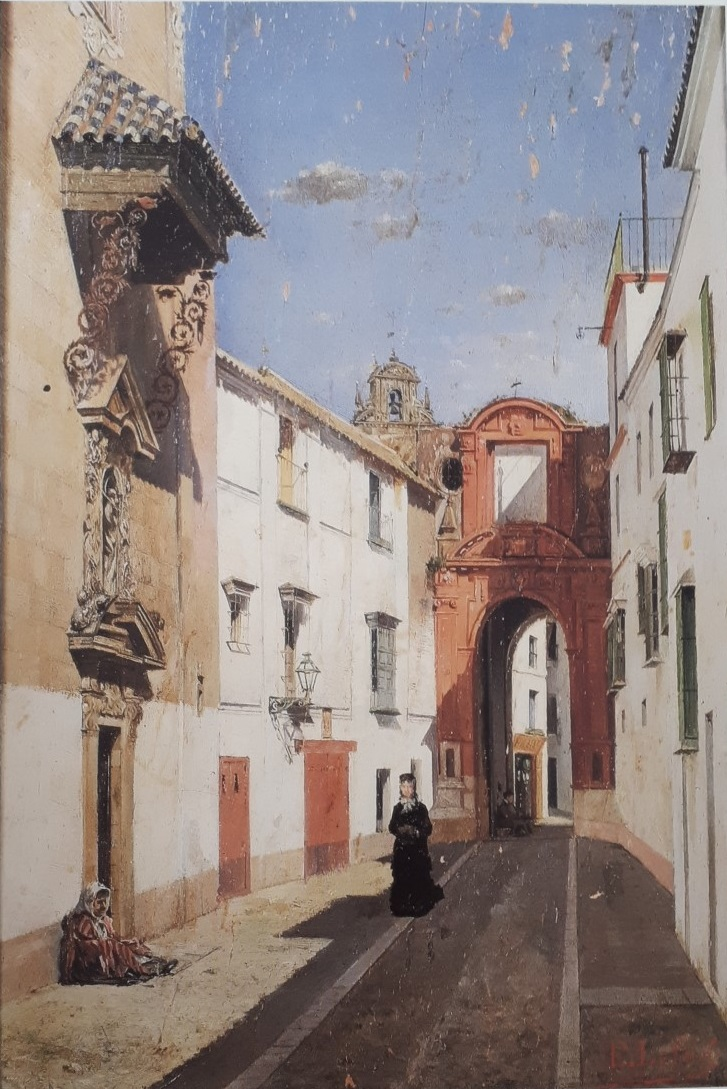
Eduardo Laforet Alfaro, Salida de misa del Convento de San Pablo, ca. 1880. Colección particular

Eduardo Laforé después de formarse y trabajar como pintor en la ciudad de Sevilla, ejerció la docencia del dibujo para jóvenes aspirantes a pintor, y como profesor y catedrático de la asignatura de dibujo, en institutos de Castellón de la Plana y de Barcelona. Tenemos noticias de que se presentó a una oposición en Madrid el 5 de marzo de 1889 en la que debió obtener la plaza de Catedrático de instituto en Castellón de la Plana, y el concurso de traslado desde la cátedra de Castellón de la Plana, para trasladarse al instituto de Barcelona en 1897.
La academia del profesor de dibujo Eduardo Laforet, pintor costumbrista-historicista, tuvo un conjunto de alumnos importante entre los que destacaron los pintores  Vicente Castell Doménech, Ramiro de Leza, Francisco Pérez Olmos, quien decoró al fresco el Teatro Principal de Castellón, Juan Bautista Carbó Rovira y Bernardo Mundina Milallave.
En la Gaceta de Madrid aparece el nombramiento y jubilación de Eduardo Laforet Alfaro como catedrático de la plaza en el Instituto General y Técnico de la Provincia de Barcelona, actual Instituto Balmes, donde ejerció la docencia durante las dos primeras décadas del siglo XX. Fue también la ciudad donde falleció en 1941.